# 아이폰
아이폰(영어: iPhone)은 애플에서 개발 및 판매하고 자사의 모바일 운영체제인 iOS를 실행하는 스마트폰 라인이다. 1세대 아이폰은 당시 애플 CEO이자 공동 창립자인 스티브 잡스가 2007년 1월 9일 맥월드 2007에서 발표했으며, 같은 해 말에 출시되었다. 그 이후 애플은 매년 새로운 아이폰 모델과 iOS 버전을 출시했으며, 가장 최근 모델은 아이폰 16과 16 플러스, 그리고 더 고급 사양의 아이폰 16 프로와 16 프로 맥스, 저가형 아이폰 16e(아이폰 SE를 대체함)이다. 2024년 1월 1일 기준으로 23억 대 이상의 아이폰이 판매되어 애플은 2023년 가장 큰 휴대폰 판매사가 되었다.
오리지널 아이폰은 멀티터치 기술을 사용한 최초의 휴대폰이었다. 역사를 통틀어 아이폰은 더 커지고 고해상도 디스플레이, 동영상 촬영 기능, 방수제, 그리고 많은 접근성 기능을 갖게 되었다. 아이폰 8과 8 플러스까지 아이폰은 전면 패널에 하나의 버튼이 있었고, 아이폰 5s 이후에는 터치 ID 지문 센서가 통합되었다. 아이폰 X 이후, 아이폰 모델들은 인증을 위해 터치 ID 대신 페이스 ID 얼굴 인식 기능을 갖춘 거의 베젤 없는 전면 화면 디자인으로 전환되었으며, 탐색을 위해 홈 버튼 대신 제스처 사용이 증가했다.
애플의 사유 소프트웨어인 iOS 소프트웨어를 사용하는 아이폰은 안드로이드와 함께 세계 양대 스마트폰 컴퓨팅 플랫폼 중 하나이다. 스티브 잡스는 1세대 아이폰을 휴대폰 산업의 "혁명"이라고 묘사했다. 아이폰은 슬레이트 스마트폰 폼 팩터를 대중화하고, 스마트폰 앱 또는 "앱 경제"를 위한 대규모 시장을 창출하여 모바일 기기 시장의 붐의 토대를 마련한 것으로 평가받는다. iOS에 사전 설치된 앱 외에도, 2024년 8월 현재 애플의 모바일 배포 마켓플레이스인 앱 스토어에서 거의 2백만 개의 앱을 다운로드할 수 있다.

## 역사

### 2000년대
애플 스마트폰 개발은 2004년에 시작되었는데, 당시 회사는 하드웨어 엔지니어 토니 퍼델, 소프트웨어 엔지니어 스콧 포스톨, 디자인 책임자 조너선 아이브가 이끄는 1,000명의 직원으로 구성된 팀을 모아 매우 기밀스러운 "프로젝트 퍼플"에 착수했다.
당시 애플 CEO 스티브 잡스는 원래 태블릿에 초점을 맞추던 것을(이후 아이패드 형태로 다시 다루어짐) 휴대폰으로 전환했다. 애플은 싱귤러 와이어리스(이후 AT&T 모빌리티로 이름 변경)와 비밀리에 협력하여 30개월 동안 약 1억 5천만 달러의 개발 비용을 들여 기기를 제작했다. 잡스에 따르면 1998년 "iMac"의 "i"는 인터넷, 개인(individual), 지시(instruct), 정보(inform), 영감(inspire)을 의미한다(이후 "iPod", "iPhone", "iPad"에도 적용됨).
애플은 모토로라와 협력하여 제작한 대체로 실패한 "아이튠즈 폰"인 모토로라 ROKR E1을 낳았던 "위원회에 의한 디자인" 접근 방식을 거부했다. 다른 결함들 중에서도, ROKR E1의 펌웨어는 애플의 아이팟 나노와의 경쟁을 피하기 위해 저장 공간을 100개의 아이튠즈 노래로 제한했다. 싱귤러는 애플에게 아이폰의 하드웨어와 소프트웨어를 자체적으로 개발할 자유를 주었는데, 이는 당시로서는 드문 관행이었고, 2011년까지 4년간의 미국 독점 판매 대가로 월 서비스 수익의 일부를 애플에게 지불했다(아이폰 3G까지).
잡스는 2007년 1월 9일 샌프란시스코의 모스콘 센터에서 열린 맥월드 2007 컨벤션에서 1세대 아이폰을 대중에게 공개했다. 아이폰은 몇 개의 하드웨어 버튼과 3.5인치 멀티터치 디스플레이를 통합했으며, 터치 친화적인 인터페이스를 갖춘 아이폰 OS 운영 체제를 실행했는데, 당시에는 맥 OS X의 한 버전으로 판매되었다. 이는 멀티터치 기술을 사용한 최초의 휴대폰이었다. 이 기기는 2007년 6월 29일에 미국에서 499달러의 시작 가격으로 출시되었으며, AT&T와의 2년 약정이 필요했다. 두 달 후 가격은 3분의 1로 인하되었다. 그 결과 발생한 불만 때문에 잡스는 사과하고 아이폰의 초기 구매자들에게 부분적인 환불을 제공해야 했다.

전 세계 아이폰 출시 현황:
아이폰 최초 출시 이후 사용 가능
아이폰 3G 출시 이후 사용 가능

2008년 7월 11일, 애플의 세계 개발자 회의(WWDC) 2008에서 애플은 아이폰 3G를 발표하고, 출시 당일 22개국으로 확대 출시했으며, 결국 70개 국가 및 지역에서 출시되었다. 아이폰 3G는 더 빠른 3세대 이동 통신 연결과 199달러의 더 낮은 시작 가격을 도입했다(2년 AT&T 약정 포함). 이 제품은 상업적으로 성공을 거두었으며, 2009/2010년 사이에 미국 및 전 세계에서 가장 많이 팔린 휴대폰인 모토로라 RAZR V3를 제쳤다. 그 후속작인 아이폰 3GS는 2009년 6월 8일 WWDC 2009에서 발표되었으며, 동영상 촬영 기능을 도입했다.

### 2010년대

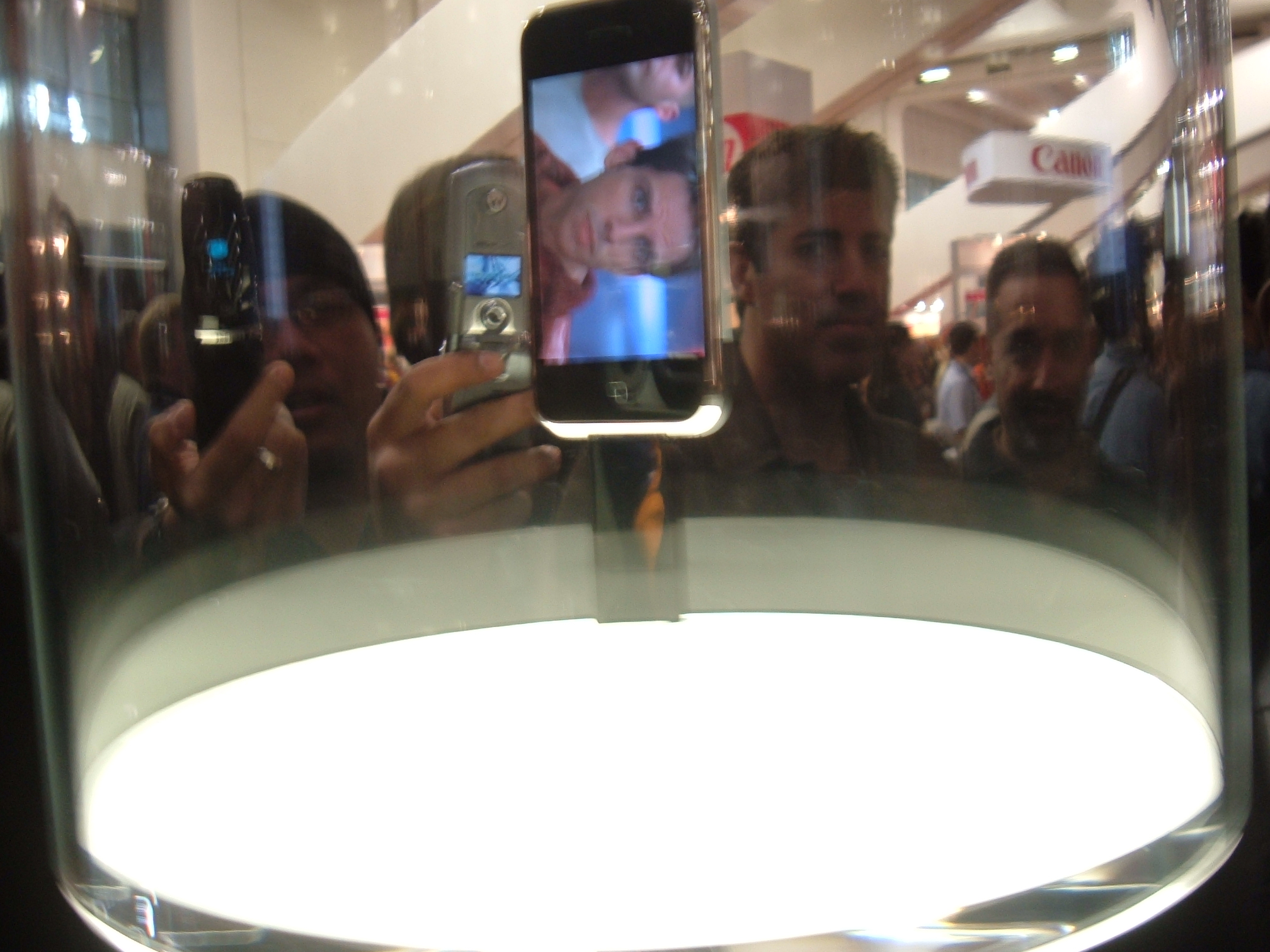
2007년 1월 맥월드 쇼에서 유리에 진열된 원조 아이폰

2010년 6월 7일 WWDC 2010에서 아이폰 4가 발표되었으며, 스테인리스강 프레임과 후면 유리 패널을 통합한 재설계된 본체를 도입했다. 출시 당시 아이폰 4는 "세계에서 가장 얇은 스마트폰"으로 판매되었으며; 애플 A4 프로세서를 사용하여 애플 맞춤형 칩을 사용한 최초의 아이폰이 되었다. 이전 아이폰 모델보다 4배 더 높은 해상도를 가진 레티나 디스플레이를 도입했으며, 출시 당시 가장 높은 해상도의 스마트폰 화면이었다; 전면 카메라도 도입되어 페이스타임을 통한 영상 통화 기능이 가능해졌다.
아이폰 4 사용자들은 특정 방식으로 휴대폰을 잡으면 통화 끊김/단선 문제가 발생한다고 보고했으며, 이 문제는 "안테나게이트"라고 불렸다. 2011년 1월, 애플의 AT&T 독점 계약이 만료되면서 버라이즌은 아이폰 4를 판매할 것이라고 발표했으며, 버라이즌의 CDMA 네트워크와 호환되는 모델은 2월 10일에 출시되었다.
아이폰 4S는 2011년 10월 4일에 발표되었으며, 시리 가상 비서, 듀얼 코어 A5 프로세서, 1080p 동영상 촬영 기능을 갖춘 800만 화소 카메라를 도입했다. 아이폰 5는 2012년 9월 12일에 발표되었으며, 이전 아이폰 모델들의 3.5인치 화면보다 더 큰 4인치 화면과 더 빠른 4G LTE 연결을 도입했다. 또한 더 얇고 가벼운 알루미늄 합금 본체를 도입했으며, 이전 아이폰의 30핀 독 커넥터는 새로운 양방향 라이트닝 커넥터로 교체되었다.

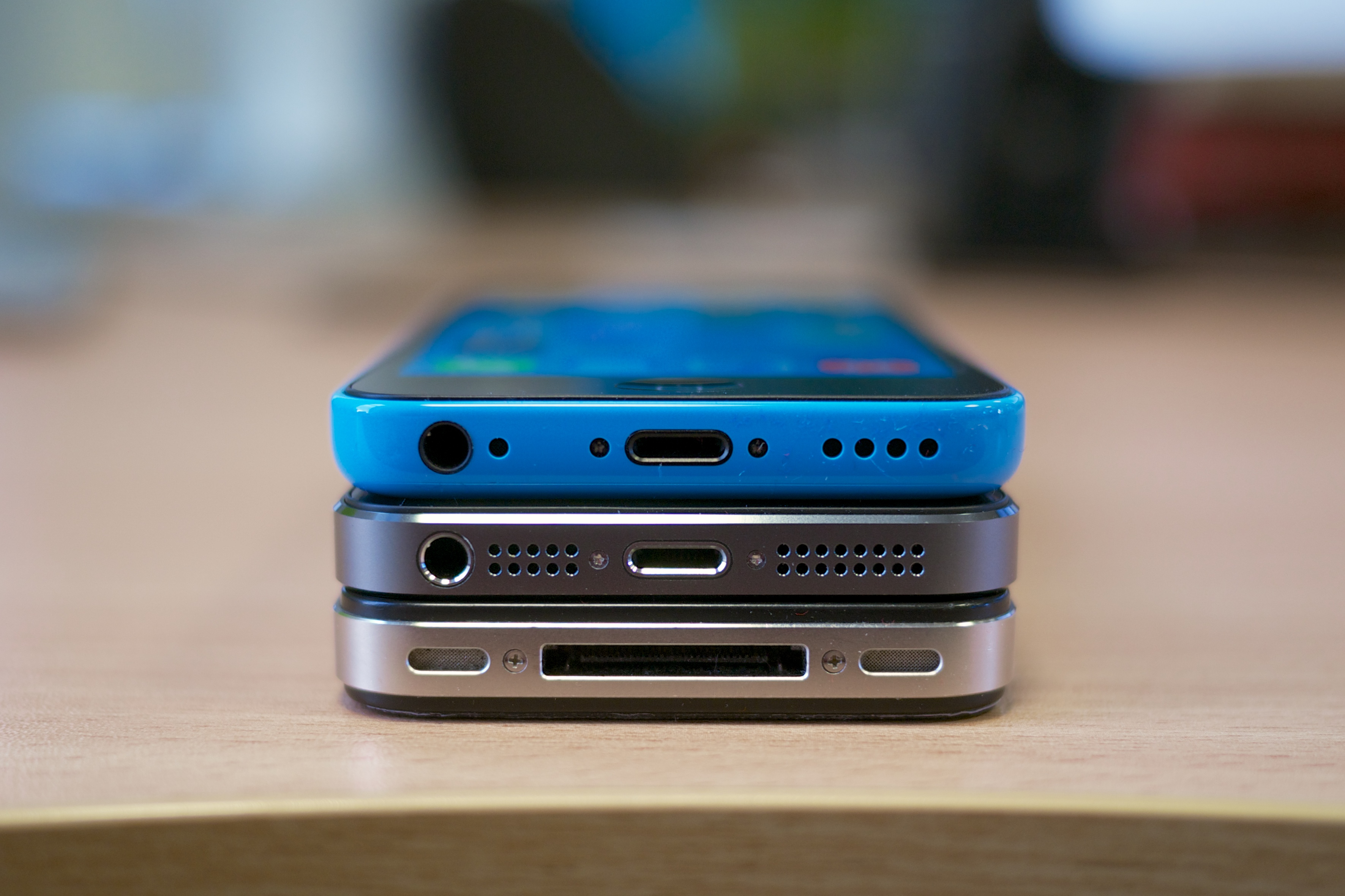
아이폰 5C (위), 아이폰 5s (중간), 아이폰 4S (아래)의 하단 각도 비교

아이폰 5s와 아이폰 5C는 2013년 9월 10일에 발표되었다. 아이폰 5s는 64비트 A7 프로세서를 포함하여 최초의 64비트 스마트폰이 되었다; 또한 터치 ID 지문 인증 센서를 도입했다. 아이폰 5C는 아이폰 5의 하드웨어를 다양한 색상의 플라스틱 프레임에 통합한 저가형 기기였다.
2014년 9월 9일, 애플은 아이폰 6와 아이폰 6 플러스를 공개했으며, 아이폰 5s보다 훨씬 큰 4.7인치 및 5.5인치 화면을 포함했다. 두 모델 모두 애플 페이를 통한 모바일 결제 기술을 도입했다. 6 플러스 카메라에는 광학 이미지 안정화 기능이 도입되었다. 애플 워치도 같은 날 공개되었으며, 연결된 아이폰과 함께 작동하는 스마트워치이다. 일부 사용자들은 아이폰 6와 6 플러스, 특히 후자 모델에서 정상적인 사용으로 인해 구부러지는 문제를 겪었으며, 이 문제는 "벤드게이트"라고 불렸다.
아이폰 6s와 6s 플러스는 2015년 9월 9일에 출시되었으며, 더 강한 알루미늄 합금으로 만들어진 더 휘어지지 않는 프레임과 4K 동영상 촬영이 가능한 고해상도 1200만 화소 메인 카메라를 포함했다. 1세대 아이폰 SE는 2016년 3월 21일에 출시되었으며, 이전 아이폰 5s의 프레임에 아이폰 6s의 최신 하드웨어를 통합한 저가형 기기였다.
아이폰 7과 7 플러스는 2016년 9월 7일에 발표되었으며, 더 큰 카메라 센서, IP67 인증 방진 및 방수 기능, 빅.리틀 기술을 활용하는 쿼드 코어 A10 퓨전 프로세서를 도입했다. 3.5mm 헤드폰 잭이 제거되었고, 이어서 에어팟 무선 이어버드가 출시되었다. 7의 카메라에는 광학 이미지 안정화 기능이 추가되었다. 7 플러스에는 두 배 광학 줌을 가능하게 하고 사진에 보케 효과를 시뮬레이션하는 "인물 사진" 모드를 지원하는 두 번째 망원 카메라 렌즈가 추가되었다.
아이폰 8, 8 플러스, 그리고 아이폰 X는 2017년 9월 12일 애플 파크 내 스티브 잡스 시어터에서 열린 애플의 첫 행사에서 발표되었다. 모든 모델은 아이폰 4와 유사한 후면 유리 패널 디자인, 무선 충전, 그리고 "뉴럴 엔진" AI 가속기 하드웨어를 갖춘 헥사 코어 A11 바이오닉 칩을 특징으로 한다. 아이폰 X는 추가로 "베젤리스" 디자인의 5.8인치 OLED "슈퍼 레티나" 디스플레이를 도입했으며, 이전 LCD 디스플레이 아이폰보다 더 높은 화소 밀도와 명암비를 가졌다. 또한 "노치" 화면 컷아웃에 페이스 ID 얼굴 인식 인증 하드웨어를 도입하여 터치 ID를 대체했다; "베젤리스" 디자인을 위해 홈 버튼이 제거되었고, 제스처 기반 탐색 시스템으로 대체되었다. 999달러의 시작 가격으로 아이폰 X는 출시 당시 가장 비싼 아이폰이었다.

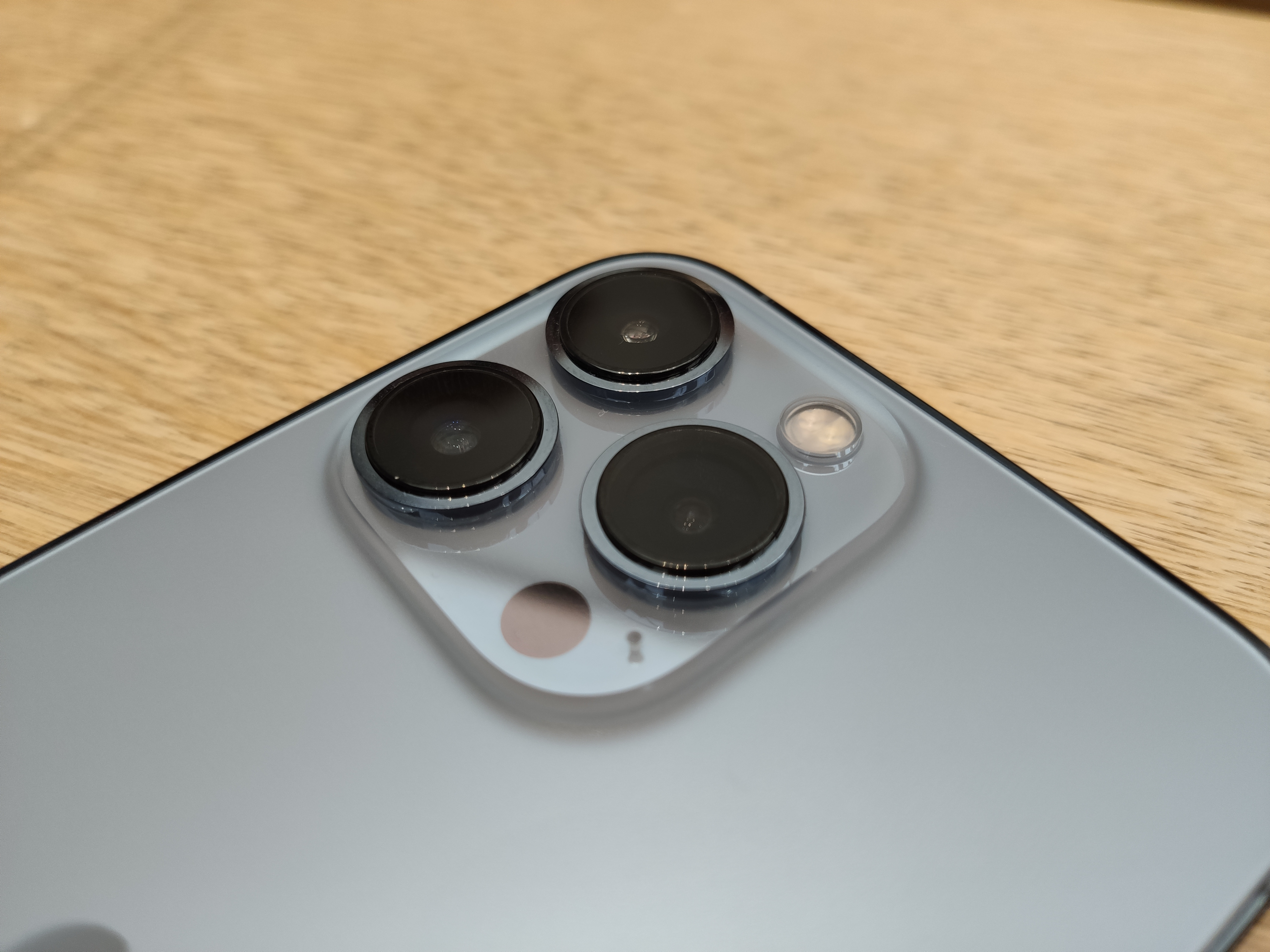
아이폰 13 프로 카메라 렌즈 그룹 사진

아이폰 XR, 아이폰 XS, 그리고 XS 맥스는 2018년 9월 12일에 발표되었다. 모든 모델은 "스마트 HDR" 컴퓨테이셔널 포토그래피 시스템과 훨씬 더 강력한 "뉴럴 엔진"을 특징으로 했다. XS 맥스는 더 큰 6.5인치 화면을 도입했다. 아이폰 XR은 아이폰 X와 유사한 "베젤리스" 디자인의 6.1인치 LCD "리퀴드 레티나" 디스플레이를 포함했지만, 두 번째 망원 렌즈는 없었다. 아이폰 5C와 유사하게 다양한 생생한 색상으로 제공되었으며, 아이폰 X와 XS에 비해 저렴한 기기였다.
아이폰 11, 11 프로, 그리고 11 프로 맥스는 2019년 9월 10일에 발표되었다. 아이폰 11은 아이폰 XR의 후속작이었고, 아이폰 11 프로와 11 프로 맥스는 아이폰 XS와 XS 맥스의 후속작이었다. 모든 모델은 초광각 렌즈를 추가하여 두 배 광학 줌아웃을 가능하게 했으며, 더 긴 배터리 수명을 위한 더 큰 배터리를 가졌다. 2세대 아이폰 SE는 2020년 4월 17일에 출시되었으며, 이전 아이폰 8의 프레임에 아이폰 11의 최신 하드웨어를 통합한 저가형 기기였으며, 홈 버튼과 터치 ID 센서를 유지했다.

### 2020년대
아이폰 12, 12 미니, 12 프로, 그리고 12 프로 맥스는 2020년 10월 13일 라이브 스트리밍 이벤트를 통해 발표되었다. 모든 모델은 OLED "슈퍼 레티나 XDR" 디스플레이를 특징으로 하며, 더 빠른 5G 연결과 맥세이프 자기 충전 및 액세서리 시스템을 도입했다. 더 얇은 평평한 가장자리 디자인도 도입되었는데, 더 강한 유리 세라믹 전면 유리와 결합되어 이전 아이폰에 비해 더 나은 낙하 보호 기능을 제공했다. 아이폰 12 미니는 더 작은 5.4인치 화면을 도입했고, 12 프로와 12 프로 맥스는 각각 6.1인치와 6.7인치의 더 큰 화면을 가졌다. 아이폰 12 프로와 12 프로 맥스는 추가적으로 라이다 센서를 추가하여 증강 현실(AR) 애플리케이션에서 더 나은 정확도를 제공했다.
아이폰 13, 13 미니, 13 프로, 그리고 13 프로 맥스는 2021년 9월 14일 라이브 스트리밍 이벤트를 통해 발표되었다. 모든 모델은 더 큰 카메라 센서, 더 긴 배터리 수명을 위한 더 큰 배터리, 그리고 더 좁은 "노치" 화면 컷아웃을 특징으로 했다. 아이폰 13 프로와 13 프로 맥스는 추가적으로 OLED 디스플레이에 더 부드러운 적응형 120Hz 재생률 "프로모션" 기술과 망원 렌즈에 3배 광학 줌을 도입했다. 저가형 3세대 아이폰 SE는 2022년 3월 8일에 출시되었으며, 아이폰 13의 A15 바이오닉 칩을 통합했지만, 다른 하드웨어는 2세대 아이폰 SE와 유사하게 유지했다.
아이폰 14, 14 플러스, 14 프로, 그리고 14 프로 맥스는 2022년 9월 7일에 발표되었다. 모든 모델은 위성 전화 비상 통화 기능을 도입했다. 새로운 14 플러스 모델은 아이폰 12 프로 맥스에서 처음 선보인 6.7인치 대형 화면 크기를 저가형 기기에 도입했다. 아이폰 14 프로와 14 프로 맥스는 추가적으로 아이폰 6s 이후 처음으로 메가픽셀 수가 증가한 고해상도 4800만 화소 메인 카메라를 도입했다. 또한 상시 표시형 디스플레이 기술을 잠금화면에 도입하고, "다이내믹 아일랜드"라는 재설계된 화면 컷아웃에 통합된 대화형 상태 표시줄 인터페이스를 도입했다.
아이폰 15, 15 플러스, 15 프로, 그리고 15 프로 맥스는 2023년 9월 12일에 발표되었다. 이 기기 그룹부터 모든 모델은 유럽 연합 집행위원회 규정 준수를 위해 전원 커넥터로 USB-C를 사용하도록 전환되었으며, 이전 모델에서 11년간 사용된 애플의 독점 라이트닝 커넥터를 대체한다. 15와 15 플러스는 이제 아이폰 14 프로와 함께 처음 선보인 다이내믹 아일랜드(사실상 "노치" 디스플레이 컷아웃이 없어짐), 4800만 화소 메인 카메라, 약간 구부러진 모서리, 그리고 색이 입혀진 무광 유리 후면을 특징으로 한다. 15 프로와 프로 맥스는 또한 음소거 스위치를 "액션" 버튼으로 교체하고, 스테인리스강 재질을 티타늄으로 변경했다.
아이폰 16, 16 플러스, 16 프로, 그리고 16 프로 맥스는 2024년 9월 9일에 발표되었다. 앞의 두 모델은 개선된 "퓨전" 및 초광각 카메라와 함께 수직 카메라 레이아웃을 도입했다. 16 프로와 프로 맥스는 더 큰 6.3인치 및 6.9인치 디스플레이, 4800만 화소 초광각 카메라, 그리고 그 시점까지 아이폰 중 가장 큰 배터리를 탑재했다. 모든 모델은 이제 새로운 애플 인텔리전스 AI 기능, 개선된 열 시스템, 와이파이 7 지원, 그리고 카메라 기능에 더 쉽게 접근할 수 있게 해주는 "카메라 컨트롤"이라는 새로운 버튼을 포함한다. 2025년 2월 19일, 16e는 16 제품군의 최신 멤버로 발표되었다. 이 모델은 애플 A18 칩과 애플이 직접 설계한 최초의 셀룰러 모뎀인 새로운 Apple C1 덕분에 더 긴 배터리 수명을 가질 예정이다. 6.1인치 화면과 이전 모델과 동일한 4800만 화소 카메라를 가질 예정이지만, 더 저렴한 가격 때문에 더 넓은 촬영 옵션은 빠져있다.

## 모델
총 46개의 아이폰 모델이 생산되었다. 굵게 표시된 모델은 최신 세대 기기이다:
| 출시일          | 모델                | 시스템 온 칩  |
| --------------- | ------------------- | ------------- |
| 2023년 9월 22일 | 아이폰 15           | 애플 A16      |
| 2023년 9월 22일 | 아이폰 15 플러스    | 애플 A16      |
| 2024년 9월 20일 | 아이폰 16           | 애플 A18      |
| 2024년 9월 20일 | 아이폰 16 플러스    | 애플 A18      |
| 2024년 9월 20일 | 아이폰 16 프로      | 애플 A18 프로 |
| 2024년 9월 20일 | 아이폰 16 프로 맥스 | 애플 A18 프로 |
| 2025년 2월 28일 | 아이폰 16e          | 애플 A18      |

| 범례: | Discontinued and unsupported | Discontinued, bug fixes only | Discontinued, still supported | Current or still sold |

| 비고: | 1. 2. 3. 4. |

## 생산
아이폰 4까지 모든 아이폰과 아이팟 터치 모델, 아이패드와 같은 다른 기기들은 폭스콘이 제조했다. 2011년, 새로운 CEO인 팀 쿡은 애플의 제조 전략을 변경하여 공급 기반을 다각화했다. 2012년의 아이폰 4S는 폭스콘과 페가트론이라는 두 개의 독립적인 회사에서 동시에 제조된 최초의 모델이었다. 페가트론은 2013년에 아이폰 5C 라인의 일부를, 2014년에 아이폰 6 기기의 30%를 생산했다. 6 플러스 모델은 폭스콘에서만 생산되었다. 2019년, 애플은 일부 폭스콘 관리자들이 불량 부품을 사용하여 아이폰을 만들었다는 보고를 조사했다. 인도에서는 애플이 타밀나두주에 공장을 둔 대만 기반 제조업체 위스트론에게 해당 지역에서 판매할 아이폰 조립 비용을 지불한다.
2022년, 애플은 중국의 "제로코비드" 정책이 여러 산업의 글로벌 공급망에 부정적인 영향을 미친 것에 대한 대응으로 인도 타밀나두주에서 아이폰 14의 일부를 생산할 것이라고 발표했다. 애플은 2025년까지 아이폰 생산량의 25%를 인도로 옮길 계획이라고 밝혔다.

## 하드웨어
애플은 하드웨어 생산을 외부 OEM 회사에 직접 하청을 주어 최종 제품에 대한 높은 수준의 통제를 유지한다. 아이폰은 일반적인 최신 스마트폰의 대부분의 하드웨어 부품을 포함한다. 3D 터치 및 Taptic Engine과 같은 일부 하드웨어 요소는 아이폰에만 있다. 아이폰의 주요 하드웨어는 터치스크린이며, 현재 모델은 4.7인치 이상의 화면을 제공한다. 모든 아이폰에는 후면 카메라가 포함되어 있으며, 전면 카메라는 아이폰 4로 거슬러 올라간다. 아이폰 7 플러스는 후면 카메라에 여러 개의 렌즈를 도입했다. 근접 센서, 주변광 센서, 가속도계, 자이로스코프 센서, 자기계, 얼굴 인식 센서 또는 지문 센서(모델에 따라 다름), 기압계와 같은 다양한 센서도 기기에 포함되어 있다. 2022년에 애플은 아이폰 14와 아이폰 14 프로 출시와 함께 아이폰에 위성 통신 기능을 추가했다.

## 소프트웨어

### 운영 체제
아이폰은 iOS를 실행한다. 이는 MacOS의 다윈 및 많은 사용자 공간 API를 기반으로 하며, 코코아는 코코아 터치로, AppKit은 UIKit으로 대체되었다. 그래픽 스택은 애플의 저수준 그래픽 API인 메탈에서 실행된다. 아이폰에는 애플이 개발한 기본 응용 프로그램 세트가 함께 제공되며, 앱 스토어를 통해 서드파티 응용 프로그램을 다운로드할 수 있다.
애플은 파인더와 아이튠즈를 통해 무선으로 또는 컴퓨터를 통해 iOS에 대한 무료 업데이트를 제공한다. 주요 iOS 출시는 역사적으로 새로운 아이폰 모델과 함께 이루어졌다. 가장 최근 버전은 iOS 18이다.

### 앱 스토어 및 서드파티 앱
2007년 6월 11일 WWDC 2007에서 애플은 아이폰 인터페이스의 모양과 느낌을 공유하는 Ajax 웹 애플리케이션을 지원할 것이라고 발표했다. 2007년 10월 17일, 스티브 잡스는 애플의 "Hot News" 웹로그에 게시된 공개 서한에서 2008년 2월에 서드파티 개발자에게 소프트웨어 개발 키트(SDK)를 제공할 것이라고 발표했다. 아이폰 SDK는 2008년 3월 6일에 공식적으로 발표 및 출시되었다. 앱 스토어는 아이폰 OS 2 출시와 함께 2008년 7월 11일에 시작되었다.
애플은 기업 내에서 사용되는 ad-hoc 앱을 제외한 모든 서드파티 앱이 앱 스토어에서 다운로드되어야 한다고 요구한다. 개발자는 애플 개발자 프로그램의 일부로 연간 99달러의 비용을 지불해야 한다. 회원 자격이 만료되면 앱은 앱 스토어에서 제거되지만, 기존 사용자는 앱을 다시 다운로드할 수 있다. 개발자는 무료 앱 또는 유료 앱을 출시할 수 있으며, 유료 앱의 경우 애플이 수익의 30%를 가져간다. 연간 매출이 100만 달러 미만인 개발자는 앱 스토어 중소기업 프로그램 자격이 주어지며, 애플은 15%의 수수료만 받는다.
iOS는 안드로이드보다 시장 점유율이 훨씬 낮지만, 그 앱 생태계는 더 우수하고, 더 높은 품질의 앱과 iOS 전용 출시가 더 많다고 평가된다. 안드로이드의 버전 단편화, 덜 균일한 하드웨어, 낮은 앱 수익이 주요 요인으로 꼽혔다.
모든 앱은 앱 스토어에 배포되기 전에 애플의 앱 검토 프로세스를 통과해야 한다. 애플은 부적절하다고 판단되는 앱의 배포를 중단할 수도 있다. 예를 들어, 2009년 애플은 더 선의 "음란한" 상반신 노출 페이지 3 소녀들 때문에 신문 앱을 거부했다. 2018년, 애플은 불법 콘텐츠를 이유로 텀블러를 앱 스토어에서 제거했으며, 이로 인해 텀블러는 모든 성인 콘텐츠를 플랫폼에서 금지하게 되었다. 앱 스토어의 검토 프로세스는 개발자들로부터 "좌절스럽다", "반경쟁적이다", 그리고 "어리석다"는 비판을 받았다.
사용자는 탈옥을 통해 또는 TrollStore와 같은 익스플로잇을 통해 앱 스토어 외부에서 네이티브 앱을 설치할 수도 있다. 탈옥은 보안 문제를 야기할 수 있으며 애플에서 지원하지 않는다. 일부 탈옥 트윅은 나중에 애플에 의해 복사되어 iOS에 구현되었는데, 멀티태스킹, 위젯, 복사 및 붙여넣기 등이 있다.
애플은 DMCA를 사용하여 탈옥과 싸우려 했으나, 2010년에 미국은 탈옥이 합법적이라고 판단했다. 탈옥된 아이폰은 애플의 앱 생태계에 대한 통제력이 낮기 때문에 악성 코드에 더 취약하다. 미국에서는 애플이 탈옥만을 이유로 아이폰의 보증을 무효화할 수 없다. 탈옥은 익스플로잇에 의존한다. 애플은 아이폰의 하드웨어 및 소프트웨어 보안을 강화하여 이러한 익스플로잇을 찾기 어렵게 만들었으며, 그 결과 최근 아이폰은 현재 탈옥할 수 없다.

### 접근성
아이폰에는 사용자의 시각, 청각, 운동 능력 요구를 지원하는 다양한 접근성 기능이 포함되어 있다. 아이폰은 화면 배너, 오디오 알림, 진동 또는 LED 플래시를 통해 사용자에게 알림을 보낼 수 있다. 진동 패턴은 사용자가 사용자 정의할 수 있다. iOS 15 이후로 시리는 이어폰을 통해 알림을 소리 내어 읽을 수 있으며, iOS 16 이후로는 기기 스피커를 통해서도 가능하다.
운동 능력이 필요한 사용자는 Assistive Touch를 사용하여 메뉴 탐색 방식을 사용자 정의할 수 있다. 이 기능은 핀칭과 같은 일부 제스처에 어려움을 겪는 사용자를 도울 수 있으며, 메뉴를 탭하여 이러한 제스처를 사용할 수 있게 한다. 사용자는 자신만의 제스처를 만들고 AssistiveTouch 메뉴의 레이아웃을 사용자 정의할 수 있다. 홈 버튼을 누르는 데 어려움이 있는 경우, 화면 탭으로 활성화되도록 설정할 수 있다. 회전 및 흔들기와 같은 제스처는 iOS 기기가 휠체어에 장착된 경우에도 사용할 수 있다. 헤드 트래킹은 전면 카메라가 인식하는 얼굴 움직임을 사용하여 아이폰을 제어하는 데 사용할 수 있다.
저시력 사용자는 화면의 내용을 설명하는 스크린 리더인 보이스오버를 활성화할 수 있으며, 시리는 핸즈프리 상호 작용을 허용한다. 아이폰은 또한 사용자가 인터페이스를 읽을 수 있도록 무선 점자 디스플레이를 지원한다. 텍스트는 시스템 전체적으로 확대될 수 있다. 돋보기 앱은 아이폰의 라이다 스캐너를 사용하여 문, 사람, 사물과 같은 물체를 식별하고, 사용자에게 물체와 그 거리를 설명할 수 있다. 문 감지 기능은 소리, 음성 및 햅틱을 통해 사용자에게 경고할 수 있다.
Made for iPhone 프로그램의 일부인 보청기는 아이폰에서 제어할 수 있다. 이 보청기는 또한 라이브 리슨 기능을 제공하여 아이폰이 지향성 마이크 역할을 하여 호환되는 보청기로 오디오를 전송할 수 있다. 라이브 리슨은 사용자가 시끄러운 방에서 대화를 듣거나 방 건너편에 있는 사람이 말하는 것을 듣는 데 도움이 될 수 있다. 애플은 모든 에어팟에 라이브 리슨 지원을 내장했으며, 이 기능은 연결된 아이폰의 마이크에서 오디오를 중계할 수도 있다. 클로즈드 캡션과 외부 TTY 장치가 지원되며, 라이브 캡션은 모든 앱에서 오디오를 텍스트로 변환하여 화면에 표시할 수 있다. 소리 인식은 초인종, 주전자, 물 흐르는 소리, 아기 우는 소리 등 주변 소리를 인식하고 화면 알림으로 사용자에게 알릴 수 있다.
음성 안내 접근은 자폐, ADHD 또는 감각 처리 문제를 가진 사람들이 단일 앱에 집중하도록 돕는다. 음성 안내 접근을 통해 부모, 교사 또는 치료사는 홈 버튼을 비활성화하고 앱에서 보내는 시간을 제한하여 iOS 기기를 하나의 앱에 머물도록 제한할 수 있다. 사용자는 키보드 또는 화면의 특정 영역에 대한 터치 입력 접근을 제한할 수 있다.

## 마케팅
오리지널 아이폰은 공식 발표 전에 대대적으로 홍보되어 화제와 기대를 모았다. 출시 당시에는 TBWA\Chiat\Day와 협력하여 제작한 TV, 웹, 인쇄 광고를 통해 대대적으로 마케팅되었다.
애플의 프리미엄 시장 포지셔닝으로 인해 아이폰은 지위의 상징으로 여겨지게 되었다.
애플 생태계는 아이폰의 브랜드 충성도를 높이는 핵심 "해자"로 설명된다. 아이메시지는 특히 "녹색 거품" 현상으로 두드러진다. 아이메시지에서 안드로이드 사용자로부터 온 SMS 메시지는 다른 아이폰 사용자로부터 온 문자 메시지에 사용되는 파란색 거품이 아닌 녹색 거품으로 나타난다. 2024년 iOS 18에 RCS 지원이 도입되기 전까지, iOS와 안드로이드 간의 그룹 채팅은 제대로 지원되지 않았으며, 반응은 거품이 아닌 텍스트로 표시되었고, 이미지는 MMS를 통해 전송되어 이미지 품질이 저하되었다. 일부 십대들은 안드로이드로 전환한 후 "왕따"를 당했다고 설명했으며, 구글은 이를 "괴롭힘"이라고 비난했다. 이는 미국 십대의 88%가 아이폰을 사용하는 주요 요인으로 비판자들에 의해 설명되었다.

## 소매

### SIM 잠금 해제
이동 통신사 계약을 통해 구매한 많은 아이폰은 SIM 락되어 특정 통신사에서만 사용할 수 있도록 제한된다. 아이폰은 처음에는 미국에서 AT&T 네트워크에서만 SIM 잠금 상태로 판매되었지만, 여러 해커들이 SIM 잠금을 우회하는 방법을 찾아냈다. 미국에서 판매된 1세대 아이폰 중 4분의 1 이상이 AT&T에 등록되지 않았다. 애플은 이들이 해외로 배송되어 잠금 해제되었을 가능성이 높다고 추측했는데, 이는 아이폰 3G의 전 세계 출시 전까지 수익성 있는 시장이었다. 오늘날 많은 통신사는 일정 기간이 지나면 SIM 잠금을 자동으로 해제하거나, 요청 시 무료 또는 소액의 수수료로 해제해 준다. 애플에서 구매한 아이폰은 SIM 잠금이 되어 있지 않다. 많은 통신사도 장기 계약이 아닌 일시불로 구매할 경우 잠금 해제된 아이폰을 판매한다.

### 소매 전략
2013년부터 아이폰 구매자는 애플에서 직접 새 아이폰을 구매할 때 보상 판매 할인을 받을 수 있다. 이 프로그램은 통신사 매장이 아닌 애플 스토어에서 아이폰을 구매하는 고객의 수를 늘리는 것을 목표로 한다. 2015년, 애플은 24개월 임대 계약인 아이폰 업그레이드 프로그램을 공개했으며, 포춘은 이를 "아이폰 소유자와 이동 통신사 간의 관계 변화"라고 설명했다.

### 수리 용이성

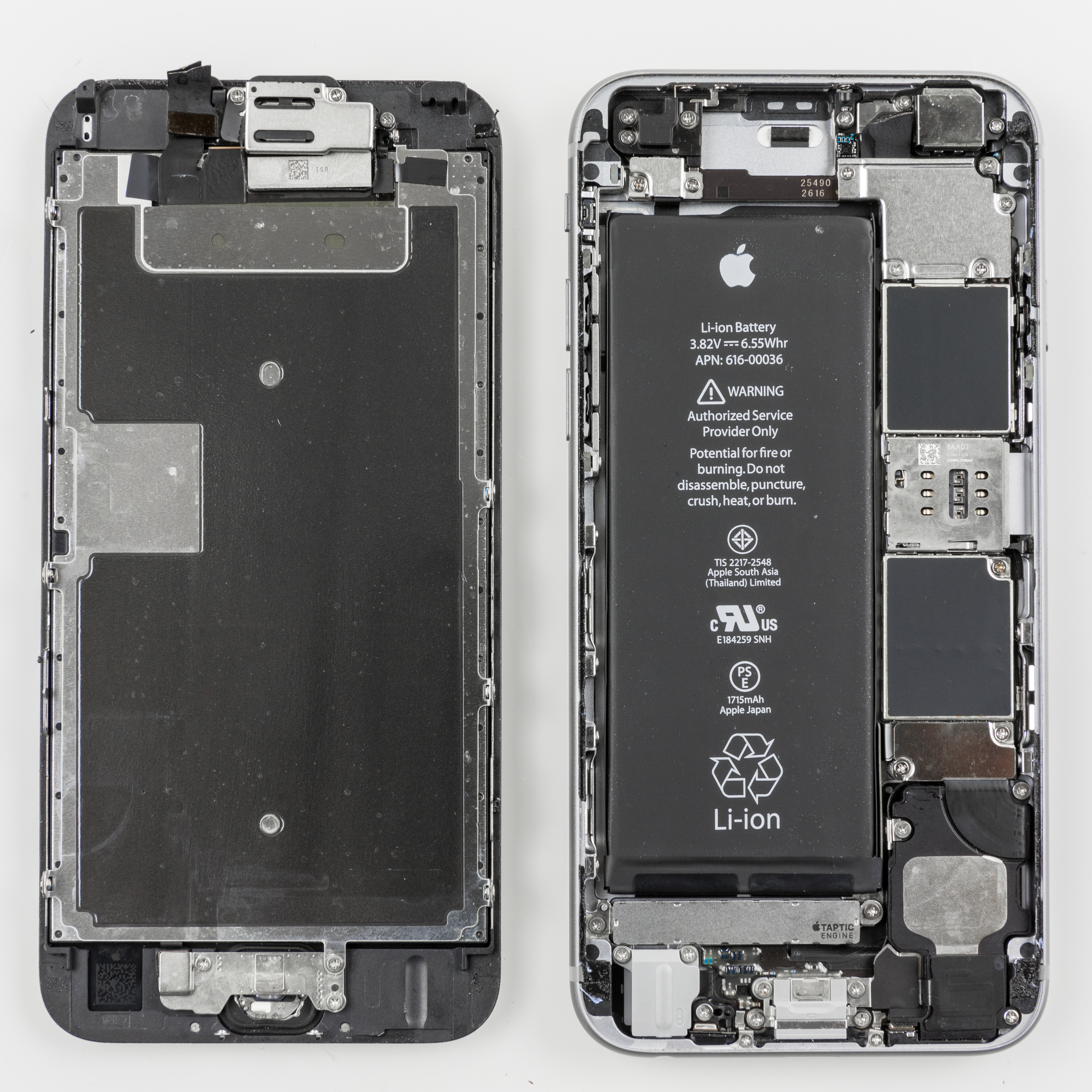
아이폰 6s 내부; 왼쪽은 디스플레이, 오른쪽은 하드웨어 및 배터리

애플 스토어와 애플 공인 서비스 제공업체만이 애플로부터 정품 교체를 수행할 수 있도록 허용된다. 애플은 서드파티 수리를 더 어렵게 만들기 위한 조치를 취했다. 아이폰 부품은 납땜되어 있으며, 많은 부품이 접착제로 붙어 있다. 아이폰은 정품 부품을 구하기 어렵고 각 수리가 어렵기 때문에 수리 용이성 점수가 낮다. 이는 사용자에게 휴대폰 수리를 위한 더 저렴한 옵션을 제공하는 것을 목표로 하는 수리할 권리 운동을 불러일으켰다. 애플은 수리할 권리 법안에 반대하는 로비를 해왔다. EU, 영국, 미국을 포함한 여러 관할권에서 수리할 권리 법안을 도입하는 것을 목표로 한다.
과거에는 애플이 홈 버튼이 교체된 아이폰 6 모델을 벽돌로 만들고 오류 53 메시지를 표시했다. 애플은 이를 버그라고 불렀고, 문제를 해결하기 위한 업데이트를 출시했다. 터치 ID 센서가 있는 아이폰에서는 홈 버튼이 교체되면 터치 ID 기능이 상실되므로 사용자나 독립 수리점에서 교체할 수 없다. 애플이 보정 도구를 공개하지 않았기 때문이다.
아이폰 XR부터 애플은 서드파티가 배터리, 디스플레이 또는 카메라를 교체한 경우 설정 앱에 경고를 표시한다. 또한, "정품이 아님"으로 표시된 부품이 감지되면 트루 톤이나 배터리 상태 측정과 같은 일부 기능이 비활성화된다. 아이픽스잇은 독점적인 클라우드 연결 시스템 구성 도구가 부품 수리를 "완료"하는 데 필요하며, 이는 정품 부품을 다른 정품 부품으로 교체하는 경우에도 해당 도구를 사용하지 않으면 애플의 "정품 부품" 확인에 실패한다는 것을 의미한다고 지적한다.
2022년에 애플은 자가 수리 프로그램을 시작하여 모든 사용자가 부품을 구매하고, 애플로부터 수리 도구를 대여하며, 수리 매뉴얼을 얻을 수 있도록 했다. 이 프로그램은 아이픽스잇과 수리 옹호자들로부터 어느 정도 칭찬을 받았지만, 애플이 부품 공급을 통제하고 있다는 점도 비판적으로 지적되었다.

## 사생활 보호

### 추적 방지
애플은 2021년 4월 iOS 14.5와 함께 앱 추적 투명성(ATT)을 도입했다. ATT는 앱이 다른 앱과 웹사이트에서 사용자를 추적하기 전에 명시적인 허가를 요청하도록 요구한다. 사용자가 거부하면 앱은 개인화된 광고를 제공하는 데 사용되는 식별자인 애플의 광고주 식별자(IDFA)에 접근할 수 없다. ATT는 사용자 앱 내 행동을 기반으로 하는 개인화된 광고를 막지는 않는다. 이 기능은 페이스북을 포함한 일부로부터 반경쟁적이라는 비판을 받았는데, 페이스북의 주가는 출시 후 26% 하락했다. 애플은 자체 앱을 추적 방지 조치에서 제외했으며, 이로 인해 프랑스와 독일 정부의 독점 금지 조사가 이루어졌다.

### 위치 추적 논란
2010년 7월, 애플은 아이폰 사용자의 GPS 좌표와 주변 Wi-Fi 네트워크를 하루 두 번 수집한다고 주장했다. 월스트리트 저널 조사에 따르면 구글의 안드로이드는 이 데이터를 "시간당 여러 번" 전송하는 것으로 밝혀졌다.
2010년 9월, 법의학 전문가 크리스토퍼 반스는 아이폰 사용자의 위치 기록을 담고 있는 "consolidated.db"라는 숨겨진 암호화되지 않은 파일을 발견했다. 이 파일은 2010년 6월 iOS 4 업데이트와 함께 추가되었지만, 이전 iOS 버전은 "h-cells.plist"라는 파일에 유사한 정보를 저장했다. 2011년 4월 20일, 가디언은 알라스데어 앨런과 피트 워든의 연구를 대중에게 공개했는데, 이들은 아이폰에 물리적으로 접근할 수 있는 사람이라면 누구나 아이폰 소유자의 지난 1년간의 위치와 움직임에 대한 자세한 기록을 얻을 수 있다는 것을 발견했다. 게다가, 이 파일은 아이폰이 동기화된 모든 컴퓨터의 아이튠즈에 자동으로 백업되었다. 월스트리트 저널 조사에 따르면 위치 서비스가 비활성화된 경우에도 사용자 위치가 여전히 저장되는 것으로 나타났다. 이 논란은 미국 의회의 조사와 FCC 조사로 이어졌고, 언론에서는 "위치게이트"라고 불렸다.
애플은 2011년 4월 27일에 응답하여, 해당 데이터가 위치 속도 및 정확도를 향상시키기 위해 주변 Wi-Fi 핫스팟 및 기지국을 캐싱하는 데 사용되었다고 주장했다. 애플은 또한 위치 서비스가 꺼진 상태에서 위치가 수집되고 1년 이상 저장된 것은 모두 버그라고 주장했다. 애플은 iOS 업데이트(버전 4.3.3, 또는 CDMA 아이폰 4의 경우 4.2.8)를 발표하여 캐시 크기를 줄이고, 암호화하며, 아이튠즈에 백업되지 않도록 하고, 위치 서비스를 끌 때마다 완전히 지워지도록 했다. 그럼에도 불구하고, 2014년 7월, 국영 중국중앙텔레비전의 보도에서는 아이폰 추적을 "국가 안보 문제"라고 불렀다.
현재 아이폰에는 사용자가 방문했던 장소와 정확한 도착 및 출발 시간을 기록하는 "자주 가는 장소" 데이터베이스가 포함되어 있어 해당 데이터가 법정에서 사용될 수 있다는 우려를 불러일으킨다. 이 기능은 끌 수 있다.

### 아동 안전 논란
2021년 8월, 애플은 아동 학대 이미지를 위해 iCloud 사진을 스캔하고("NeuralHash"라는 알고리즘을 통해), 아이폰을 사용하는 아동이 보내고 받는 노골적인 이미지를 필터링할 계획을 발표했다("Conversation Safety"라고 명명). 이는 그 해 말에 출시될 예정이었다. 90개 이상의 정책 및 인권 단체는 두 가지 기능 모두를 비난하는 공개 서한을 보냈다. 애플이 클라우드가 아닌 기기에서 NeuralHash를 구현할 계획을 발표하자 EFF와 보안 전문가들은 이를 "백도어"라고 부르며, 나중에 다른 유형의 콘텐츠를 탐지하도록 확장될 수 있고 사용자 프라이버시를 저해할 것이라고 주장했다. 애플은 이 시스템이 "오해를 받았다"고 주장했지만, 2022년 12월에는 사진 스캔 기능을 결코 구현하지 않을 것이라고 발표했다. 다른 기능인 Conversation Safety는 iOS 15.2에 추가되었다.

## 보안
애플의 iOS 운영체제는 일부 보안 전문가들로부터 안드로이드보다 일반적인 악성코드에 더 안전하다고 평가받는다. 모바일 악성코드 중 1% 미만이 iOS를 표적으로 한다.
2014년 이전에는 아이폰이 모든 "메시지, 사진 및 동영상, 연락처, 오디오 녹음 [...] 및 통화 기록"을 암호화되지 않은 형태로 저장하여 법 집행 기관이 쉽게 접근할 수 있도록 했다. 이는 iOS 8에서 파일 기반 암호화를 채택하면서 변경되었다. 애플은 암호화 키를 보유하지 않으며, 정부 영장을 제시하더라도 사용자 데이터를 넘겨달라는 강요를 받을 수 없다. Grayshift와 Cellebrite와 같은 회사들은 법 집행 기관이 사용자 암호 없이 아이폰에서 사용자 데이터를 추출할 수 있도록 하는 익스플로잇을 개발했다.
2015년과 2016년에 애플과 FBI 사이에 분쟁이 발생했다. FBI는 샌버너디노 총기 난사 사건의 가해자 중 한 명의 아이폰 5C와 총격 사건 한 달 반 전의 아이클라우드 백업을 복구했다. 미국 정부는 전체 영장법에 따라 애플이 수사관이 장치 암호를 무차별 대입할 수 있도록 수정된 iOS 버전을 만들도록 강제하는 법원 명령을 얻으려 했다. 팀 쿡은 회사 웹사이트에 암호화의 필요성을 설명하며, 백도어가 모든 아이폰 사용자의 프라이버시를 침해할 것이라고 주장했다. 미국 법무부는 FBI가 아이폰의 암호를 우회하는 익스플로잇을 구매한 후 요청을 철회했다. 대책으로 애플은 USB 제한 모드를 구현했지만, 이 또한 나중에 익스플로잇되었다.
2016년, 연구원들은 iOS와 안드로이드를 겨냥한 페가수스 익스플로잇 제품군을 발견했으며, 이는 상당한 국제 언론 보도를 불러일으켰다. 일부 페가수스 익스플로잇은 제로 클릭으로, 예를 들어 사용자에게 알림조차 발생시키지 않는 잘못된 형식의 아이메시지를 보내는 것만으로도 장치를 완전히 손상시킬 수 있다. 페가수스는 채팅, 암호, 사진을 포함한 대부분의 데이터를 수집할 수 있으며, 원격으로 휴대폰의 마이크와 카메라를 켤 수 있다. 애플은 FORCEDENTRY 및 기타 알려진 페가수스 익스플로잇을 신속하게 수정하는 업데이트를 발표했지만, 페가수스는 계속해서 새로운 익스플로잇을 사용하여 사용되었다. 애플은 취약점에 대한 새로운 버그 바운티를 발표하고, 아이폰의 공격 표면을 줄이는 선택적 잠금 모드를 iOS 16에 추가했다. 많은 보안 연구원들은 애플의 버그 바운티가 연구원에게 너무 적은 보상을 하고, 소통이 없으며, 취약점 수정이 느리다고 비판했다. 두 명의 애플 직원은 워싱턴 포스트에 회사가 "수정하지 않은 엄청난 양의 버그 백로그"를 가지고 있다고 말했다.
페가수스 스파이웨어의 주요 피해자로는 자말 카슈끄지와 수많은 활동가, 기업가, 정치인들이 있다. 페가수스는 2011년부터 널리 사용되었으며, 2022년 7월 현재에도 법 집행 기관과 정부에서 계속 사용하고 있다.

## 반응 및 유산
원조 아이폰은 "혁명적"이며, "획기적인 휴대용 컴퓨터"이자, "지금까지 만들어진 최고의 휴대폰"으로 평가받았다. 현재 애플의 베스트셀러 제품이며, 2011년까지 애플을 세계에서 가장 가치 있는 상장 기업 중 하나로 만드는 데 기여한 것으로 평가받는다. 최신 버전 또한 칭찬과 상을 받았다.
아이폰 이전에는 스마트폰이 주로 문자 메시지, 통화, 이메일에 사용되었으며, 고급 기능은 사용하기 어렵고 작은 화면에서 불편했다. 또한 개발하기 어려웠고(2008년 애플이 아이폰 OS SDK를 공개한 이후 널리 퍼진 견해였지만, 인용 필요), 앱 스토어(2008년 출시)와 같은 활발한 앱 생태계가 부족했다. 많은 휴대폰은 이동 통신사에 의해 심하게 맞춤화되어 기능 단편화를 초래하고 이러한 휴대폰이 활발한 소프트웨어 플랫폼으로 변하는 것을 막았다. 대조적으로 애플의 아이폰 SDK는 광범위한 API를 제공하여 모바일 개발을 훨씬 더 접근하기 쉽게 만들었고, 아이폰을 다양한 기능과 앱을 갖춘 "스위스 아미 나이프"로 만드는 데 결정적인 역할을 했다.
이어지는 아이폰 모델들은 상당한 팬들의 열정을 불러일으켰으며, 많은 고객들이 출시 당일 애플 스토어 앞에 줄을 섰다. 2021년 기준으로 아이폰은 다른 어떤 스마트폰보다 높은 브랜드 충성도를 가지고 있다.
아이폰의 성공은 기존 강자였던 노키아, 블랙베리, 모토로라의 몰락으로 이어졌다. RIM, 심비안, 마이크로소프트는 모두 마에모, 윈도우 폰, 블랙베리 10과 같이 아이폰과 경쟁할 더 현대적인 운영 체제를 개발하려고 시도했지만 모두 실패했다. 구글은 안드로이드 프로젝트를 성공적으로 다시 시작했으며, 통신사와 휴대폰 하드웨어 제조업체에 의한 대량 채택을 위해 설계했다. 현재 iOS와 안드로이드는 전 세계 스마트폰의 99%를 차지한다.

### 판매
스티브 잡스의 초기 목표는 2008년에 휴대폰 시장 점유율 1%에 도달하는 것이었다. 애플은 2007 회계연도3분기와 2008 회계연도 4분기 사이에 130만 대의 오리지널 아이폰을 판매했으며, 2008 회계연도 4분기와 2009 회계연도 1분기에 1130만 대의 아이폰 3G를 판매했다. 2008년 아이폰은 전 세계 휴대폰 시장 점유율 1.1%를 달성했으며, 스마트폰 시장의 8.2%를 차지했다. 이 기간 동안 북미에서 빠르게 중요해졌으며, 2009년에는 미국 시장 점유율에서 블랙베리에 이어 2위를 차지했다. 2010년에는 아이폰 3GS가 미국에서 가장 많이 팔린 스마트폰이 되었는데, 이는 아이폰 기기가 해당 시장에서 처음으로 1위를 차지한 것이었다.
아이폰 판매량은 출시 이후 2016 회계연도 2분기까지 전년 대비 지속적으로 증가했다. 아이폰은 2008 회계연도 4분기에 블랙베리를 잠시 추월했으며, 2010 회계연도 3분기부터 영구적으로 추월했다. 2011년까지 애플은 전 세계적으로 1억 대의 아이폰을 판매했으며, 오랜 기간 선두였던 노키아를 제치고 전 세계 휴대폰 시장에서 매출 1위 기업이 되었다. 2012 회계연도 1분기는 애플 역사상 최고의 분기 실적을 기록했으며, 회사 매출의 53%가 아이폰 판매에서 나왔다. 휴대폰 판매는 계절성이 강하며, 연말연시(애플의 1분기)에 정점을 찍는다. 2022 회계연도 1분기에 아이폰 13이 출시되면서 애플은 일시적으로 삼성전자를 제쳤는데, 삼성전자의 6890만 대에 비해 8490만 대를 출하했다. 대부분의 분기에서 애플은 판매량 기준으로 두 번째로 큰 스마트폰 판매사이다. 애플은 2023 회계연도(9월 24일 종료)에 2억 2300만 대의 아이폰을 판매했다.
현재 삼성과 애플은 스마트폰 시장을 지배하며 각각 전 세계 시장 점유율의 21.8%와 15.6%를 차지한다. 애플의 제품 라인업이 적기 때문에 애플은 종종 베스트셀러 스마트폰 모델 목록을 장악한다. 낮은 시장 점유율에도 불구하고 아이폰의 프리미엄 포지셔닝으로 인해 전 세계 스마트폰 매출의 거의 절반을 차지하며, 전 세계 스마트폰 이익의 80%를 차지하고 삼성전자는 나머지 20%를 차지한다. 통신사들은 아이폰 업그레이드를 보조하기 위해 서로 경쟁하며, 이는 아이폰 판매에 중요한 요소로 여겨지지만, 통신사 이익을 감소시켰다. 2016년 7월 27일, 애플은 10억 번째 아이폰을 판매했다고 발표했다. 2024년 1월 1일 현재 23억 대 이상의 아이폰이 판매되었다.
다른 첨단 기술 제품에 비해 아이폰 사용자 중 여성의 비율이 더 높다. 아이폰은 소비자뿐만 아니라 비즈니스 사용자들에게도 채택되었다. 아이폰 사용자는 안드로이드 사용자보다 평균적으로 더 부유하고 휴대폰을 더 많이 사용한다. 아이폰은 특히 미국에서 인기가 많으며, 시장 점유율은 50%이고, 십대 중 87%가 사용한다. 전 세계적으로 아이폰은 고가(1,000달러 이상) 스마트폰 시장의 78%를 차지한다.
NPD 그룹에 따르면 안드로이드는 2010년 아이폰의 설치 기반을 추월했다. 2021년 1월 27일 애플의 earnings call에서 팀 쿡은 전 세계적으로 10억 대의 아이폰이 활발하게 사용되고 있다고 말했다.

### 신흥 시장
다른 제조업체들이 별도의 보급형 휴대폰을 만드는 반면, 애플의 보급형 휴대폰은 이전 해 모델이며, 프리미엄 브랜드를 희석시키지 않고 신흥 시장에서 시장 점유율을 높이기 위한 노력의 일환이다. 또한 제품 디자인에서 신흥 시장의 취향을 고려한다. 예를 들어, 금색이 중국 고객들 사이에서 고급 제품의 인기 있는 상징으로 여겨진다는 것을 발견한 후 금색 아이폰을 출시했다. 2017년 애플은 인도에서 이전 해 아이폰 모델을 제조하기 시작했으며, 2022년에는 현재 아이폰 14도 인도에서 제조하기 시작했다. 분석가들은 이것이 부분적으로 애플이 중국에 대한 의존도를 줄이고 인도 수입 관세를 극복하려는 바람 때문이라고 추측했다. 2023년 중국 정부는 외국 기술에 대한 의존도를 줄이고 사이버 보안을 강화하려는 노력의 일환으로 공무원의 아이폰 사용을 금지했다.
2024년 5월, 이란의 모크베르 대통령은 아이폰 14 및 최신 모델의 수입을 금지했다. 11월에 금지 조치는 해제되었고 휴대폰에 30%의 관세가 부과되었다.

## 같이 보기
- 휴대 전화
- 스마트폰
- 애플의 제품 목록